# Stefan Niewiadomski
Stefan Niewiadomski (ur. 14 lutego 1899 w Żyrardowie, zm. 8 lipca 1957 w Gdańsku) – polski działacz komunistyczny, oficer Brygad Międzynarodowych, funkcjonariusz aparatu bezpieczeństwa PRL i Milicji Obywatelskiej.

## Życiorys
W 1914 skończył szkołę powszechną w Żyrardowie, w 1920 brał udział w wojnie z Rosją sowiecką. W 1922 wyemigrował do Francji, gdzie w 1927 ukończył w Creil kursy ślusarza mechanika i w 1928 wstąpił do Związku Metalowców w Paryżu. 1936–1939 walczył w wojnie domowej w Hiszpanii jako żołnierz Brygad Międzynarodowych, w których otrzymał stopień kapitana wojsk republikańskich. 1944–1945 członek FPK, równocześnie prezes Stowarzyszenia Dąbrowszczaków w Paryżu i prezes Organizacji Pomocy Ojczyźnie w Boulogne. Po powrocie do Polski wstąpił w 1945 do MBP, w 1946 do PPR i ZBoWiD, a w 1947 do TPRR. Od 28 IX 1945 referent Wydziału V Departamentu I MBP, 22 II 1946 przeniesiony do WUBP w Gdańsku. Od 17 IV 1946 starszy referent p.o. kierownik Sekcji 3 Wydziału I WUBP w Gdańsku, 1 XI 1946 komendant gmachu WUBP, od 14 VII do 16 IX 1947 tymczasowy zarządca Zamku prezydenta RP Bolesława Bieruta w Wiśle. Od 1 X 1947 do 30 IX 1951 szef Sekcji Rejestracji Cudzoziemców Komendy Wojewódzkiej MO w Gdańsku. Zwolniony ze służby na własną prośbę, od 1951 do śmierci pracował w Stoczni Gdańskiej, gdzie był m.in. inspektorem Działu Kadr i członkiem Egzekutywy PZPR.

## Ordery i odznaczenia
- Krzyż Kawalerski Orderu Odrodzenia Polski (28 kwietnia 1955)[1]
- Krzyż Walecznych (1945)
- Medal za Odrę, Nysę, Bałtyk (1950)
- Odznaka Grunwaldzka (1947)